# آنا او
آنا او (به آلمانی: Anna O) که نام اصلی‌اش برتا پاپن‌هایم (به آلمانی: Bertha Pappenheim) بود. در سال ۱۸۵۹ در وین به دنیا آمد و در یک خانواده ثروتمند یهودی بزرگ شد. به دلیل ناراحتی‌های هیستریکی که در اثر مرگ پدر برایش به وجود آمده بود، از سال ۱۸۸۰ تا ۱۸۸۲ تحت درمان یوزف برویر قرار داشت.
یوزف برویر برای حفظ حریم شخصی او، وی را با نام مستعار آنا او خطاب می‌کرد.
برتا پاپن‌هایم یکی از پایه‌گذاران اتحادیه زنان یهودی بود و سال‌های زیادی سمت مدیریت اتحادیه زنان آلمان را بر عهده داشت. او برای روسپیان جوان سرپناه تهیه می‌کرد و علیه معامله بر سر ایشان مبارزه می‌کرد. در کنار این فعالیت‌ها داستان می‌نوشت و تحقیقاتش در مورد مسائل تئوریک زنان را به رشته تحریر درمی‌آورد.
او در سال ۱۹۳۶ در گذشت.